# Lech-Lecha
Lech-Lecha (em hebraico:לֶךְ-לְךָ), Lekh-Lekha ou Lech-L'cha é a terceira porção semanal de textos do Torá (Parashá) no ciclo anual judaico da leitura do Torá. Constitui Gênesis 12:01-17:27. judeus lê-lo no terceiro sábado depois de Simchat Torá, geralmente em outubro ou novembro.